# Równoważnia

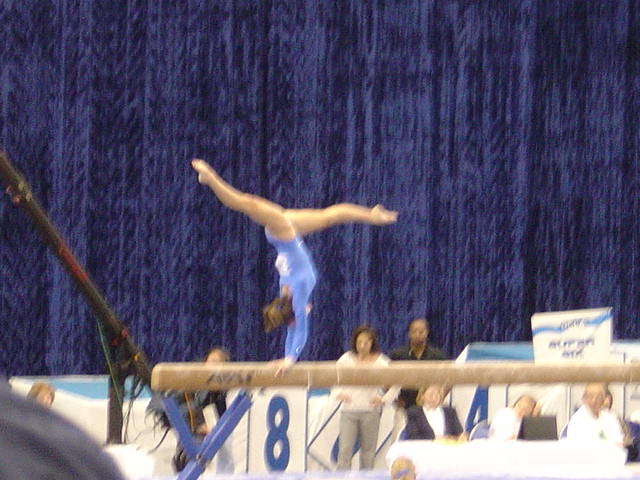
gimnastyczka w ćwiczeniach na równoważni

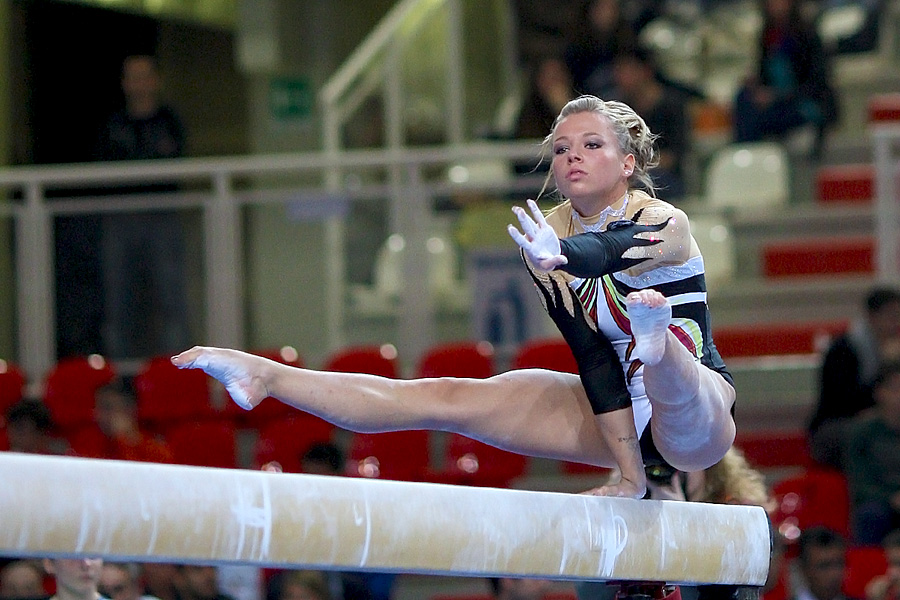
Dorina Böczögő, 2012.

Równoważnia – urządzenie, którego głównym elementem jest belka zamocowana poziomo na pewnej wysokości, po której porusza się osoba ćwicząca tak, aby utrzymać równowagę. Może to być urządzenie rekreacyjne lub przyrząd gimnastyczny.
Równoważnia jako przyrząd do ćwiczeń w gimnastyce sportowej to drewniana belka obita miękkim materiałem, długa na 5 m, wysoka na 1,25 m i szeroka na 10 cm.
Równoważnie najczęściej spotyka się w postaci urządzenia do zabaw dla dzieci na osiedlowych placach zabaw, w ogrodach jordanowskich i parkach, oraz jako przyrząd do ćwiczeń na salach gimnastycznych i halach sportowych.